# マッカーサー基金
マッカーサー基金（John D. and Catherine T. MacArthur Foundation）は、アメリカ合衆国で10番目に大きいプライベート・ファウンデーションである。マッカーサー財団とも呼ばれる。

## 概要
1970年、ジョン・ドナルド・マッカーサーとキャサリン・T・マッカーサー夫妻により創立。以来、おおよそ50カ国の非営利団体を支援してきたシカゴを本部とする慈善基金団体である。
加えて、日本で「天才賞」とも呼ばれる奨学金制度マッカーサー・フェローを運営している。毎年、分野を問わず社会を発展させえる能力を持った20～30人に援助を行っている。マッカーサー基金の目的は、「より公正で緑豊かで平和な世界の構築に取り組む、創造的な人々、効果的な機関、影響力のあるネットワーク」を支援することである。

## 歴史
John D. MacArthurは生命保険会社 Bankers Life and Casualty等の会社を保有していた事から、アメリカで3本の指に入る富豪であった。また、その妻のCatherine T. MacArthurも多くの役職をもっていた。
1978年1月6日に Johnが死亡した後、遺言に従い資産の92％がプライベート・ファウンデーション設立に回された。
ジョンは保守主義で資本主義であった。財団は「政府支出の無駄の回避を公表し、発見すること」という遺言を支援する為のものであったが、特定の方法は示していたなかった。このことから、財団理事会の構成員であり、ジョンの息子（最初の妻の子）で、自由主義者であるJ. Roderick MacArthurと、保守主義の理事会構成員の間で1979から1981年の間に裁判が行われた。この経緯から、自由主義的な慈善団体となった。